# Amauroderma solomonense
Amauroderma solomonense är en svampart som beskrevs av Corner 1983. Amauroderma solomonense ingår i släktet Amauroderma och familjen Ganodermataceae.   Inga underarter finns listade i Catalogue of Life.